# The Black Parade
The Black Parade es el tercer álbum de estudio de la banda estadounidense de rock My Chemical Romance. Publicado el 23 de octubre de 2006 por la discográfica Reprise Records, sus canciones están asociadas a los géneros rock alternativo, emo, pop punk, ópera rock y power ballad. Su producción estuvo a cargo de Rob Cavallo, quien también ha trabajado en la mayoría de los discos de Green Day desde 1994. El disco cuenta con la colaboración de la actriz y cantante estadounidense Liza Minnelli en la canción «Mama».Este es el único álbum publicado con Bob Bryar en la batería antes de su salida de la banda en 2010 y posterior fallecimiento en 2024.
Al igual que las dos producciones anteriores de la banda, este es un álbum conceptual, centrado esta vez en la historia de un personaje moribundo conocido como el Paciente, que sufre de cáncer. Durante el disco, el Paciente descubre que su enfermedad es terminal, y realiza una reflexión sobre su vida, mientras su muerte va apareciendo representada por un desfile. Salvo algunas excepciones, The Black Parade ha sido evaluado positivamente por los críticos, y la edición especial del álbum fue nominada a un premio Grammy.
Del álbum se extrajeron los sencillos «Welcome to the Black Parade», «Famous last words», «I don't love you» y «Teenagers», todos los cuales cuentan con su respectivo videoclip. Su recepción en el mercado le mereció debutar en el segundo lugar de las listas musicales Billboard 200 (de Estados Unidos) y UK Albums Chart (del Reino Unido), así como recibir certificaciones de ventas como disco de oro, platino o multiplatino en varios países. A nivel mundial, al año 2010 The Black Parade había vendido más de tres millones de copias. Para la promoción del disco, la banda realizó la gira The Black Parade World Tour, con la que recorrieron América del Norte, Europa, Asia, Oceanía y América del Sur.

## Producción

### Composición
En marzo de 2005 la banda declaraba haber escrito «cinco a seis esqueletos de canciones». En 2006, después de tomarse unas vacaciones tras la gira de su segundo álbum, la banda se reunió en los estudios S. I. R. de Nueva York para revisar el material que habían compuesto para su tercer disco. En ese entonces tenían escritas unas catorce canciones, algunas de las cuales no los convencían completamente. Una vez que tuvieron ocho temas con los que se sintieron seguros, le pidieron al productor Rob Cavallo que tuvieran una reunión. En ella le mostraron algunas canciones como «The end.», «Dead!» y «Mama», y al cabo de ese día acordaron trabajar juntos en la producción del disco.
Posteriormente la banda viajó a Los Ángeles, y continuó con la creación del álbum en The Paramour, una antigua mansión ubicada en la cima de una colina en el barrio de Silver Lake. Durante este periodo fue la primera vez que la banda intentó componer música sin uno de sus integrantes, ya que uno de ellos cayó en una profunda depresión, a lo que el vocalista Gerard Way ha llamado «una de las partes más duras» de la creación del disco. Fueron días en que la banda cayó en una pausa creativa, a pesar de la cual surgieron riffs y letras que luego se convertirían en las canciones «House of wolves» y «Famous last words». Antes de dejar The Paramour, compusieron la canción «Sleep», para luego dirigirse a los estudios Eldorado a grabar las canciones.

### Evolución del concepto

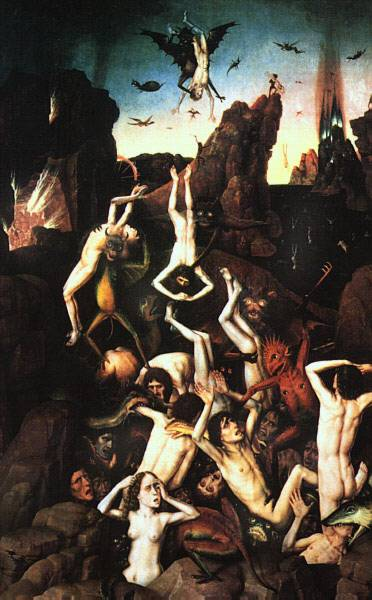
Uno de los primeros títulos del álbum fue The fall of the damned, nombre tomado de la pintura renacentista homónima.

Gerard Way ha manifestado que el álbum pasó por muchas «encarnaciones». En un comienzo, planeó crear un disco sobre el infierno; de hecho, un título preliminar para el álbum fue The fall of the damned, nombre tomado de la pintura renacentista La caída de los condenados. Al darse cuenta de que no sabía tanto sobre el infierno, compró libros sobre el tema. En ellos encontró el concepto de los misterios: obras teatrales populares de la Edad Media basadas en historias bíblicas o en la vida de los santos, lo que lo motivó a crear un eventual primer misterio en versión rock, con personajes, disfraces y un estilo barroco. Sin embargo, posteriormente decidió que esto no era sobre lo que necesitaban hablar, por lo que eligió como tema a la vida y la muerte.

### Grabación
El álbum fue grabado en el estudio Eldorado de Los Ángeles, con la ayuda del productor Rob Cavallo, el ingeniero de audio Doug McKean y con la mezcla de Chris Lord-Alge. Durante la grabación, Gerard Way decidió cortarse el pelo y decolorarlo a blanco, ya que consideró a este color «como la ausencia de vida» y quería lucir como el personaje principal del álbum. Este es el único álbum del grupo en que Bob Bryar toca la batería.
Para la grabación de «Mama», los miembros de la banda invitaron a algunos de sus padres para que grabaran voces para la sección final de la canción. Way sintió que necesitaban la voz de una mujer para una parte de la canción que es bastante tranquila, y bromeó con Cavallo y McKean sobre la posibilidad de que lo hiciera la actriz y cantante Liza Minnelli, tras lo cual Cavallo efectivamente conseguiría su participación, para que interpretara al personaje Mother War haciendo grabaciones desde Nueva York.
Por su parte, la canción «Welcome to the Black Parade» requirió para su mezcla que se trabajara con una gran cantidad de pistas: ciento sesenta y siete, la mayor cantidad que había mezclado el ingeniero Lord-Alge en su carrera de veinte años.

## Contenido

### Música y concepto
The Black Parade es una ópera rock centrada en un personaje conocido como el Paciente. En la historia se cuenta cómo este personaje deja la vida, y los recuerdos que tiene de ella. La muerte viene a él en la forma de un desfile, aludido en el título del álbum. Esta idea se basa en la creencia de Gerard Way de que la muerte llega a las personas en la forma de su más poderoso recuerdo; en este caso, es un desfile que el Paciente vio de niño. Algunos personajes que el Paciente conoce en su camino a la muerte son las gemelas Fear y Regret, los Soldiers, Escape Artist y Mother War.
Con este álbum también surgió el alter ego del grupo, llamado también The Black Parade (‘El Desfile Negro’). My Chemical Romance se presentaban en sus conciertos como The Black Parade, vestidos con ropas militares —uniformes negros inspirados en los usados por The Beatles en el periodo de Sgt. Pepper's Lonely Hearts Club Band—. La presentación del 7 de octubre de 2007 en Ciudad de México fue la última actuación del grupo en este rol.
Se ha descrito a The Black Parade como un tributo al rock clásico con influencias y temática del rock de los años setenta. Algunos críticos, como Stephen Thomas Erlewine de Allmusic y Ed Thompson de IGN, llegaron a decir que el grupo había abandonado su antiguo sonido emo. Las principales influencias para la banda en este álbum han sido los discos A night at the opera de Queen y The wall de Pink Floyd, lo que se manifiesta, por ejemplo, en el tema de apertura «The end.» y sus semejanzas con la canción «In the flesh?» de The wall. Además, han señalado que los humoristas británicos Monty Python influyeron en el humor negro de las canciones, y que su integrante Terry Gilliam tuvo «mucha influencia sobre la estética del disco».

### Carátula del disco
La carátula del álbum está inspirada en una pintura llamada March of the saints. En la carátula, al igual que en la pintura, aparece Juana de Arco; esto, debido a que Gerard Way se obsesionó con este personaje durante la creación del disco, por lo que vio muchas películas acerca de ella, como La pasión de Juana de Arco. En la carátula también se incluye una imagen del Diablo, representado por dos lobos gemelos, ya que así es como Way siempre lo ha imaginado.

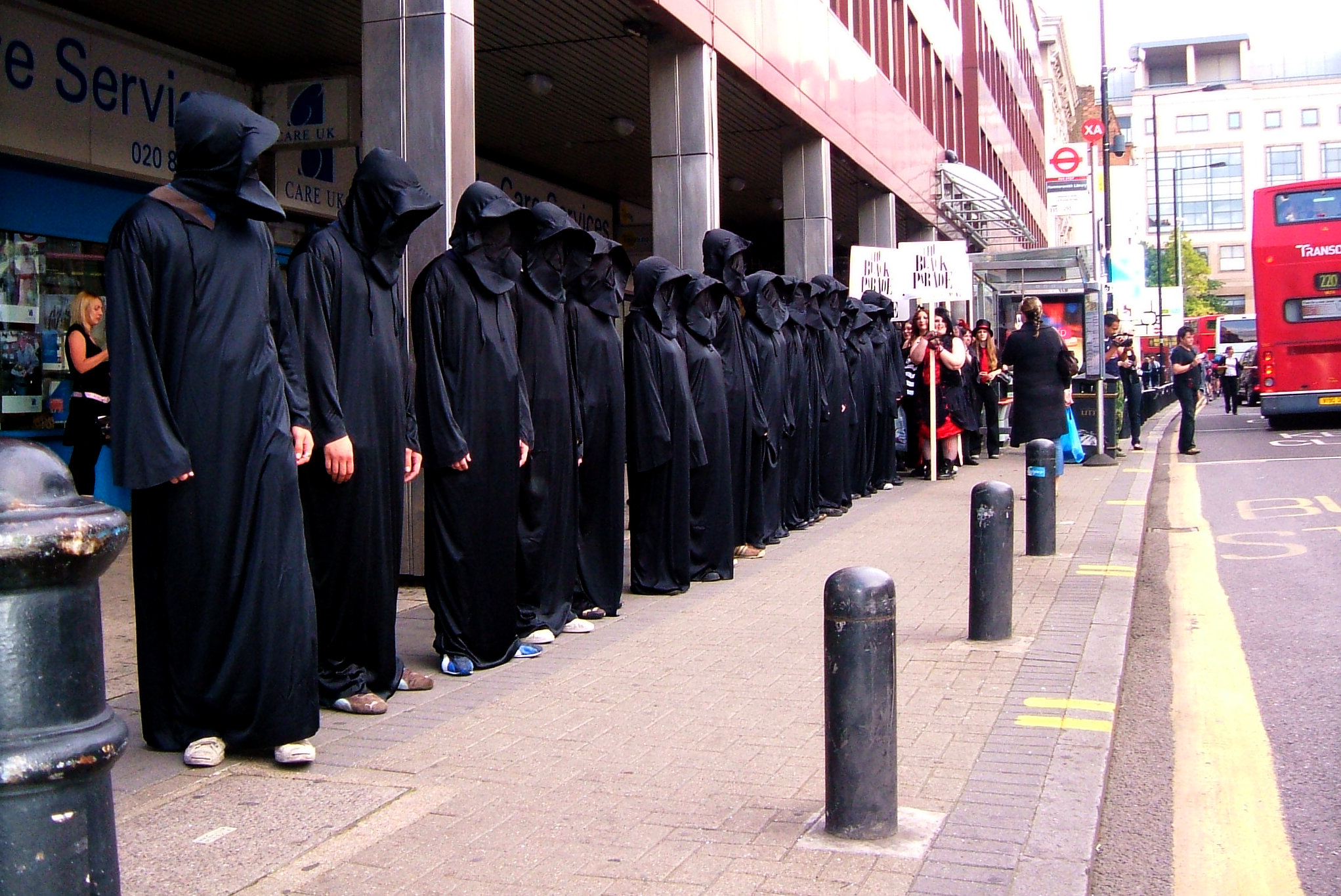
Anuncio del nombre del álbum The Black Parade por parte de los fanáticos en Londres, en agosto de 2006

## Lanzamiento y promoción

### Formatos y ediciones especiales
The Black Parade fue publicado en diversos formatos, incluyendo disco compacto y disco de vinilo, y en diferentes versiones.
La versión lanzada en Japón contiene más material que las ediciones estándar. Cuenta con catorce canciones, pero en vez de «Blood», incluye el lado B del sencillo Welcome to the Black Parade, «Heaven help us». El disco de la versión japonesa es un CD-Extra (disco que combina audio con datos de computador), e incluye el videoclip de «Welcome to the Black Parade».
Asimismo, una edición limitada del álbum fue publicada al mismo tiempo que la estándar. Contiene las mismas canciones que el lanzamiento original pero viene envuelto en un material de terciopelo, dentro de una caja larga de madera de 11-11/16" × 5-13/16" con bisagras y un diseño grabado en la parte superior. Dentro contiene un libro de sesenta y cuatro páginas, basado en el arte victoriano, llamado Making The Black Parade; el libro muestra fotos y contiene trabajo artístico de James Jean y Gerard Way, como también notas del álbum hechas por la banda.
La versión del álbum en formato de vinilo contiene dos discos, y es el primer álbum de la banda publicado en este formato. Solo se hicieron tres mil copias de la versión estándar en este formato. También se hizo una edición especial de vinilo con los mismos dos discos que la edición estándar, acompañados de dos libros de quince páginas. Se hicieron dos mil quinientas copias de esta versión.

### Conciertos y gira mundial

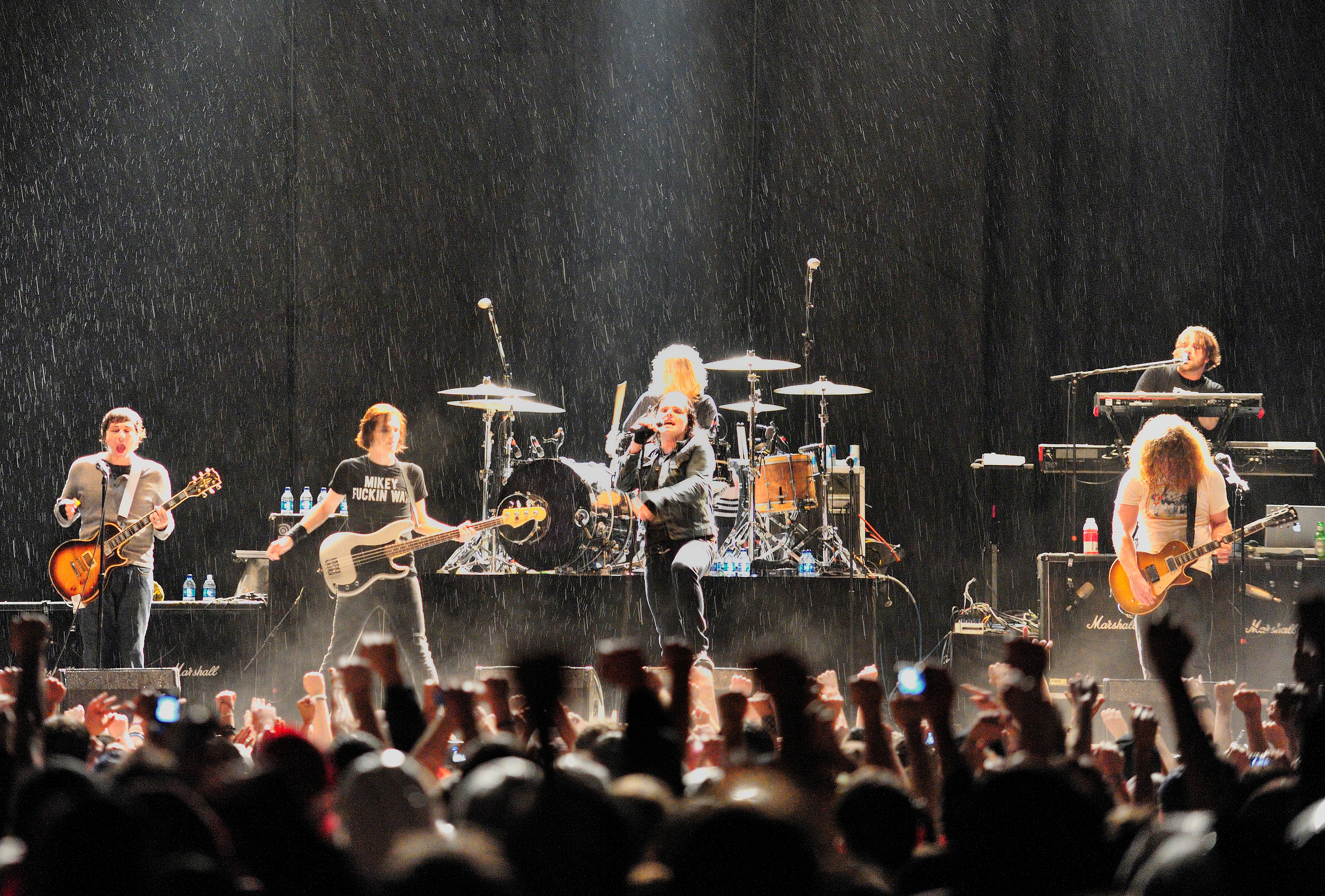
My Chemical Romance tocando en 2008 en Memphis (Estados Unidos), durante la gira The Black Parade World Tour

Para el lanzamiento del álbum, My Chemical Romance programó tres conciertos para los días 24, 25 y 26 de octubre de 2006, en las ciudades de Nueva York, Boston y Chicago, respectivamente, además de otras presentaciones, como la del festival Voodoo Music Experience en Nueva Orleans el día 29 de ese mes.
La banda comenzó su gira mundial The Black Parade World Tour en febrero de 2007 en la ciudad estadounidense de Mánchester (Nuevo Hampshire). La gira contó con 147 presentaciones alrededor del mundo, además de actuaciones en festivales y otras. La gira fue la más larga y más completa a nivel internacional que la banda realizó en su carrera, incluyendo etapas en Norteamérica, Europa, Asia, Australia y Sudamérica. Las presentaciones hechas en el Palacio de los Deportes de Ciudad de México y en el local Maxwell's de Hoboken (Nueva Jersey) fueron filmados para el videoálbum The Black Parade is dead!, lanzado el 1 de julio de 2008.
Durante la gira hubo cancelaciones de conciertos y algunos de los miembros de la banda abandonaron temporalmente dicho tour por razones médicas o personales. El bajista Mikey Way estuvo seis meses fuera de la gira, y el guitarrista Frank Iero la abandonó por un tiempo por enfermedad.
También se cancelaron seis presentaciones luego de que la banda y el personal sufrieran una intoxicación alimentaria.
Way ha declarado que a pesar de que los conciertos de esta gira fueron mejores, más grandes y contaron con más público, finalmente la temática oscura del álbum y «vivir psicológicamente e interpretar a los personajes» fue muy agotador.

## Lista de canciones
El álbum contiene trece o catorce canciones, dependiendo de si se considera o no la pista oculta del final.

### Disco compacto y descarga digital
The Black Parade consta de las siguientes canciones en sus formatos de disco compacto y de descarga digital:
| N.º   | Título                        | Duración |  |
| 1.    | «The end.»                    | 1:52     |  |
| 2.    | «Dead!»                       | 3:15     |  |
| 3.    | «This is how I disappear»     | 3:59     |  |
| 4.    | «The sharpest lives»          | 3:20     |  |
| 5.    | «Welcome to the Black Parade» | 5:11     |  |
| 6.    | «I don't love you»            | 3:58     |  |
| 7.    | «House of wolves»             | 3:04     |  |
| 8.    | «Cancer»                      | 2:22     |  |
| 9.    | «Mama» (con Liza Minnelli)    | 4:39     |  |
| 10.   | «Sleep»                       | 4:43     |  |
| 11.   | «Teenagers»                   | 2:41     |  |
| 12.   | «Disenchanted»                | 4:55     |  |
| 13.   | «Famous last words»           | 4:59     |  |
| 14.   | «Blood» (pista oculta)        | 2:53     |  |
| 51:57 |                               |          |  |

### Disco de vinilo
The Black Parade consta de las siguientes canciones en su formato de doble disco de vinilo:
| Lado 1 |                           |          |  |
| N.º    | Título                    | Duración |  |
| 1.     | «The end.»                | 1:52     |  |
| 2.     | «Dead!»                   | 3:15     |  |
| 3.     | «This is how I disappear» | 3:59     |  |
| 4.     | «The sharpest lives»      | 3:20     |  |

| Lado 2 |                               |          |  |
| N.º    | Título                        | Duración |  |
| 5.     | «Welcome to the Black Parade» | 5:11     |  |
| 6.     | «I don't love you»            | 3:58     |  |
| 7.     | «House of wolves»             | 3:04     |  |

| Lado 3 |                            |          |  |
| N.º    | Título                     | Duración |  |
| 8.     | «Cancer»                   | 2:22     |  |
| 9.     | «Mama» (con Liza Minnelli) | 4:39     |  |
| 10.    | «Sleep»                    | 4:43     |  |

| Lado 4 |                     |          |  |
| N.º    | Título              | Duración |  |
| 11.    | «Teenagers»         | 2:41     |  |
| 12.    | «Disenchanted»      | 4:55     |  |
| 13.    | «Famous last words» | 4:59     |  |

## Recepción

### Crítica
El álbum recibió críticas positivas de parte de Allmusic, NME, IGN, y Rolling Stone. En Metacritic —sitio web que asigna una calificación de máximo cien puntos a críticas que sean predominantes dentro del mundo de la prensa— el álbum recibió una media ponderada de setenta y nueve centécimos, basada en veinticuatro revisiones de críticos profesionales, lo que indica «críticas generalmente favorables». Dan Martin de NME comparó el álbum con American idiot de Green Day, afirmando que «es una obra que cambiará toda preconcepción que tengas de la gente que la ha realizado». Ed Thompson de IGN afirmó: «The Black Parade es una joya del rock and roll que celebra todos los excesos del mundo del rock de los años setenta». David Fricke de Rolling Stone elogió el sentir de rock clásico en el álbum. La revista Rolling Stone posicionó a The Black Parade en el puesto número 20 de su lista de los mejores álbumes de 2006, mientras que la revista Spin lo nombró el quinto mejor álbum del año. Entertainment Weekly argumenta que «en su tercer álbum de estudio, un esfuerzo que es como una bomba H musical, el quinteto de Jersey combina la pompa de ópera rock de Queen con los tonos más sucios y oscuros de su pasado screamo [...]. Incluso dejando de lado el concepto del álbum, Parade se erige como uno de los discos de rock más cohesivos y atractivos de 2006». The Black Parade fue clasificado por esta revista como el tercer mejor disco del año, siendo superado solo por Gnarls Barkley y TV on the Radio. La revista Wizard elogió el álbum en su edición de lo mejor de 2006, declarándolo «un clásico instantáneo».
Sin embargo, el álbum no estuvo exento de críticas negativas, como las que hicieron publicaciones como The Observer y Stylus. Jamie Hodgson de The Observer sostuvo: «Huele a una banda con ideas por encima de sus condiciones». Theon Weber de Stylus elogió las influencias de Queen en el álbum, pero pasó a resumirlo como «un disco mentecato de punk bubblegum, con Queen envolviendo los bordes y la suficiente cantidad de pistas buenas para justificar el puñado de griteríos vacíos». Allmusic también señala que My Chemical Romance «sigue siendo una banda de emo-punk moderno, es decir, que a pesar de toda la emoción vertida por su siempre diligente vocalista principal, su sonido tiene poca garra y la producción frágil de Rob Cavallo no es útil, ya que su muro de sonido digital realza las similitudes sonoras entre las canciones en vez de realzar sus diferencias».

### Ventas y certificaciones
Luego de su lanzamiento, The Black Parade debutó en el número 2 en la lista musical UK Albums Chart (detrás de Rudebox de Robbie Williams), por sus ventas en el Reino Unido. En Estados Unidos también debutó en la posición número 2 en la Billboard 200 (detrás de la cantante Hannah Montana con su álbum homónimo). En el país norteamericano el álbum vendió más de 240 000 copias en su primera semana, sobrepasando las 38 000 de la mejor semana de la banda en su álbum anterior, Three cheers for sweet revenge. Asimismo, debutó en el top de Nueva Zelanda, donde también fue certificado platino al vender más de 15 000 copias.
The Black Parade ha sido certificado como triple disco de platino por la RIAA al vender más de tres millones de copias en Estados Unidos. Igualmente, ha sido certificado como doble platino en Reino Unido al superar el medio millón de copias tan solo en ese país. Mientras que en México, Argentina y Chile fue galardonado con el disco de oro, por vender 50 000, 20 000 y 7500 copias, respectivamente.
| País                  | Certificación | Ventas  |
| --------------------- | ------------- | ------- |
| Estados Unidos (RIAA) | 3× platino    | 3 000   |
| Reino Unido (BPI)     | 2× platino    | 600 000 |
| Argentina             | Oro           | 20 000  |
| Australia (ARIA)      | Oro           | 35 000  |
| Chile                 | Oro           | 7500    |
| México (Amprofon)     | Oro           | 50 000  |

### Autocrítica
En marzo de 2010, Way declaró lo siguiente: «Comencé a sentir en el último álbum [The Black Parade] como que estaba tratando de complacer, y que el dinero me había llevado a una pausa creativa. Es como una trampa: una pausa creativa significa la muerte, y comencé a tomar decisiones seguras y poco arriesgadas». Además, ha señalado que «si tuviera la posibilidad de hacer The Black Parade de nuevo, lo haría más real. Este álbum [Conventional weapons] es definitivamente real».

## Créditos
| My Chemical Romance - Gerard Way: voz; - Ray Toro: guitarra principal, coros; bajo en «Cancer»; - Frank Iero: guitarra rítmica, coros; - Mikey Way: bajo; pandero en «Cancer»; - Bob Bryar: batería, percusión. Músicos adicionales - Liza Minnelli: vocalista invitada en «Mama»; - Linda Iero: voces adicionales en «Mama»; - Donald James: voces adicionales en «Mama»; - Donna Lee Way: voces adicionales en «Mama»; - Rob Cavallo: piano acústico; - Jamie Muhoberac: órgano Hammond B3, sintetizadores, wurlitzer; piano en «Blood»; - Cheech Iero: percusión adicional en «Welcome to the Black Parade». | Personal técnico - Rob Cavallo y My Chemical Romance: producción; - Doug McKean: ingeniería de audio; - Chris Lord-Alge: mezcla de audio; - Ted Jensen: masterización; - Lars Fox: arreglos adicionales de Pro Tools; - Andrew «Hans» Busher y Tyler Dragness: técnicos de guitarras; - Mike «Sack» Fasano: técnico de batería; - Cheryl Jenets: coordinación de producción; - trompas e instrumentos de cuerdas grabados en Capitol Studios de Hollywood (California), y arreglados por David Campbell; - Chris Anthony: fotografía; - Gerard Way, Ellen Wakayama y Matt Taylor: dirección artística; - Matt Taylor: diseño; - James Jean: ilustraciones. |